# Franz Böhm (cineasta)
Franz Böhm (nacido en 1999) es un director y productor de cine británico-alemán ganador de un BAFTA.

## Biografía
Böhm nació en 1999 en Stuttgart, Alemania. Tras la muerte de su padre a la edad de 11 años, Böhm comenzó a trabajar en numerosas películas y anuncios como ayudante o asistente de producción. A la edad de 16 años, dirigió su primer cortometraje, Harmony of Others, que explora las interacciones de jóvenes de diferentes orígenes sociales. A este le siguió en 2017 el mediometraje documental de ficción Christmas Wishes, que cuenta la historia de dos personas sin hogar en Berlín. Para la película, Böhm pasó una semana viviendo con personas sin hogar. El proyecto inauguró el BW Youth Film Award 2017 y cosechó elogios en varios festivales de cine.
Böhm debutó internacionalmente en 2019 con el cortometraje Good Luck. La película se estrenó en el British Independent Film Festival de 2019, donde ganó el premio a la “Mejor Cinematografía”. Debutó en el largometraje en 2021 con el documental Dear Future Children. La película ganó el Premio del Público en su estreno mundial en el Max Ophüls Prize Film Festival y en su posterior estreno en Suiza en el Festival Internacional de Cine y Foro sobre Derechos Humanos, estableciendo múltiples récords en el proceso. La película de 89 minutos también fue nominada en varios de los festivales internacionales de cine documental más importantes del mundo, incluido CPH:DOX. En el Festival Internacional de Cine Hot Docs, la película ganó el premio del público. La película se centra en el tema del activismo joven e internacional a través de las experiencias de tres activistas de Hong Kong, Uganda y Chile. El proyecto se financió a través de una campaña en Kickstarter.com, que recaudó 22.039 euros de 391 patrocinadores.
En 2022, Böhm se convirtió en el director más joven en ganar tanto el Premio del Público como el gran galardón del Premio Alemán de Cine Documental.
Böhm realizó un máster en dirección en la Escuela Nacional de Cine y Televisión de Beaconsfield en Inglaterra. Su película de graduación Piedra, papel o tijera (Rock, Paper, Scissors) ganó en la categoría de Mejor cortometraje británico en los premios BAFTA de 2025. Está basada en la historia real de un joven soldado ucraniano que Böhm conoció en el Reino Unido. La película está protagonizada por el actor ucraniano Oleksandr Rudynskyi. Piedra, papel o tijera, una producción británica, se estrenó el 13 de octubre de 2024 en el Show Me Shorts Film Festival de Nueva Zelanda, un festival puntuable para los Premios de la Academia®. Posteriormente se proyectó en varios festivales internacionales de prestigio, como el British Urban Film Festival, el Aesthetica Film Festival, el Cambridge Film Festival y el Norwich Film Festival del Reino Unido. También fue reconocido en el St. Louis International Film Festival en Estados Unidos, donde fue nominado al Premio del Público al Mejor Cortometraje de Live-action, otra categoría que puede optar al Óscar.